# Pierre-Charles Lesage
Pierre-Charles Lesage (* 2. Dezember 1740 in Livry; † 20. Dezember 1810) war ein französischer Ingenieur.

## Leben
Nach einer anfänglichen Karriere als Geograph und militärischer Zeichner und einer Ausbildung an der École nationale des ponts et chaussées (Nationale Schule für Brücken- und Straßenbau) wurde Lesage 1776 an dieser Grande école zum Ingenieur und später zum Chefingenieur ernannt. Bis zu seinem Tod im Jahr 1810 war er an dieser Hochschule tätig. In den Jahren 1784 und 1785 reiste er nach England und studierte die Verkehrsinfrastruktur und die Hafenanlagen des Landes. Seine Reiseeindrücke, speziell über die politischen, gesellschaftlichen und wirtschaftlichen Unterschiede in England und Frankreich, notierte er in einem Tagebuch. 1800 wurde er Schulinspektor der École nationale des ponts et chaussées. Er war ein enger Mitarbeiter des ersten Direktors Jean-Rodolphe Perronet, den er in einer Schrift würdigte. Für Studenten gab er eine Sammlung von Auszügen aus den in der Bibliothek vorhandenen Memoiren und wissenschaftlichen Ausarbeitungen heraus.
1806 wurde er zum korrespondierenden Mitglied der Bayerischen Akademie der Wissenschaften und der Accademia delle Scienze in Turin gewählt.